# Elena, Veliko Tărnovo
Elena (bulgariska: Елена) i kommunen Obsjtina Elena är huvudort i regionen Veliko Tărnovo i centrala Bulgarien.